# Протасов Лев Григорович
Лев Григорович Протасов (19 грудня 1938, Воронеж — 6 лютого 2015, Тамбов) — російський історик і педагог, громадський діяч; доктор історичних наук з 1979 року, професор з 1981 року. Член експертної ради Вищої атестаційної комісії при Міністерстві науки і вищої освіти Російської Федерації, громадських комісій з топоніміки, присвоєнню почесного громадянства тощо.

## Біографія
Народився 19 грудня 1938 року у місті Воронежі (нині Росія). Син історика Григорія Протасова. 1955 року закінчив середню школу в Тамбові; 1960 року — історико-філологічний факультет Тамбовського державного педагогічного інституту.
Протягом 1960—1962 років працював учителем у семирічній школі в селі Новосельцевому Тамбовського району Тамбовської області, потім навчався в аспірантурі Московського державного педагогічного інституту імені Володимира Леніна.
З 1965 року викладав в Тамбовському державному педагогічному інституті (з 1994 року — Тамбовський державний університет імені Гаврила Державіна), де протягом 1976—2009 років завідував кафедрами історії, історії СРСР, Російської історії; керував аспірантурою і докторантурою. З 2009 року був науковим керівником Академії гуманітарної та соціальної освіти Тамбовського державного університету. Нагороджений орденом Дружби народів.
Мешкав у Тамбові в будинку на вулиці Лермонтова, № 24. Помер у Тамбові 6 лютого 2015 року.

## Наукова діяльність
Автор понад 300 наукових праць у галузі політичної історії 20 століття, історії тамбовського краю, зокрема:
- «Солдаты гарнизонов Центральной России в борьбе за власть Советов». — Воронеж, 1978;
- «Советская историография Великой Октябрьской социалистической революции». — Москва, 1979 (у співавторстві);
- «Страницы истории Тамбовского края». — Воронеж, 1986 (у співавторстві);
- «Всероссийское Учредительное собрание: история рождения и гибели». — Москва, 1997;
- «Revolutionary Russia. New Approaches». — New York, 2004 (у співавторстві).

Був керівником авторського колективу Тамбовської енциклопедії, виданої 2004 року.

## Вшанування
У 2017 році в Тамбові на фасаді будинку на вулиці Лермонтова, № 24, де мешкали Григорій Андрійович і Лев Григорович Протасови, встановили меморіальну дошку.